# Episodi di Im Namen des Gesetzes (decima stagione)
La decima stagione della serie televisiva Im Namen des Gesetzes è stata trasmessa in anteprima in Germania dalla RTL Television tra il 9 settembre 2003 e il 28 ottobre 2003.
| nº | Titolo originale         | Titolo italiano | Prima TV Germania | Prima TV Italia |
| -- | ------------------------ | --------------- | ----------------- | --------------- |
| 1  | Blinde Liebe             | inedito         | 9 settembre 2003  | inedito         |
| 2  | Tödlicher Hass           | inedito         | 16 settembre 2003 | inedito         |
| 3  | Schüsse in der Nacht     | inedito         | 23 settembre 2003 | inedito         |
| 4  | Schnappschuß             | inedito         | 30 settembre 2003 | inedito         |
| 5  | Grabsteine               | inedito         | 7 ottobre 2003    | inedito         |
| 6  | Tod eines Callgirls      | inedito         | 14 ottobre 2003   | inedito         |
| 7  | Zerbrochene Freundschaft | inedito         | 21 ottobre 2003   | inedito         |
| 8  | Todesspiel               | inedito         | 28 ottobre 2003   | inedito         |